# Azaria de' Rossi
Azaria de' Rossi (Mantova, 1513 – 1574) è stato uno storico e medico italiano, di cultura ebraica.

## Biografia
Azaria de' Rossi nasce a Mantova nel 1513 (o 1514), discendente da un'antica famiglia ebraica di rango sacerdotale (kohen), denominata in ebraico, min ha Adummin, cioè kohanim rossi, come venivano distinti i vari sacerdoti; secondo la propria tradizione, la famiglia sarebbe stata portata da Tito da Gerusalemme ai tempi della prima guerra giudaica. Combinando un desiderio di apprendimento con notevole forza mentale, Azaria fin dalla giovinezza diventa eccezionalmente abile in ebraico, latino e toscano. Studia medicina, antichità greche e romane, storiae archeologia e storia cristiana ecclesiastica. Attorno ai 30 anni si sposa e si stabilisce per un certo periodo a Ferrara. In seguito, si trova ad Ancona, Bologna, Sabbioneta, poi di nuovo a Ferrara. Nel 1570 un terribile terremoto colpisce Ferrara, causando la morte di circa 200 persone. La casa in cui vivevano i de' Rossi è in parte distrutta, ma Azaria e la moglie rimangono illesi trovandosi al momento nella camera della figlia. Durante i disordini in seguito al terremoto, de' Rossi sfolla in un villaggio periferico, dove egli racconta viene in contatto con uno studioso cristiano, che gli chiede se esisteva una traduzione ebraica della Lettera di Aristea. De' Rossi risponde di no, ma in venti giorni prepara la traduzione desiderata, che intitola "Hadrat Zeḳenim". Il suo racconto dell'esperienza del terremoto, scritta poco dopo, è intitolato "Kol Elohim", e considera il terremoto come una visita di Dio, e non semplicemente come un fenomeno naturale.

## Il suo "'Me'or Enayim"

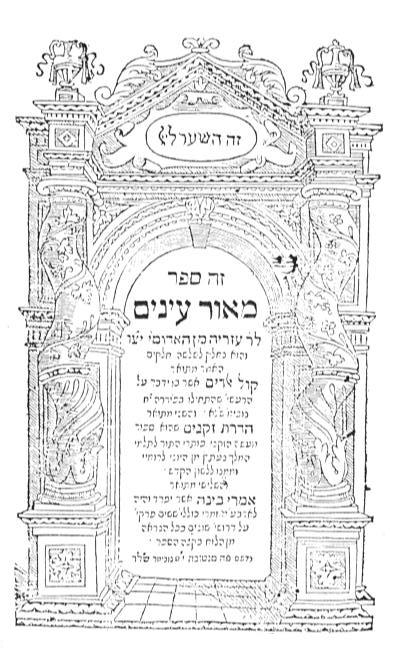
"Me'or Einayim", stampato a Mantova nel 1574

La grande opera di de' Rossi, il "Me'or 'Enayim" (Mantova, 1573-1575, Berlino, 1794, Vienna, 1829; Wilna, 1863-1866; tradotta in inglese da Joanna Weinberg nel 2001), comprende i due lavori già citati e una terza sezione dal titolo "Imre Binah". Quest'ultima è suddivisa in quattro parti: la prima parte contiene un sommario della storia ebraica all'epoca del Secondo Tempio, racconta l'origine dei Settanta, sottolinea le contraddizioni tra alcune delle credenze dei Talmudisti e i risultati della ricerca scientifica, registra l'origine delle comunità ebraiche in Alessandria e Cirene, le cronache della guerra di Bar Kokhba contro i Romani, ecc. De' Rossi cita degli scritti di Filone, di cui mette in dubbio l'ortodossia. Lo rimprovera per aver allegorizzato racconti biblici di fatti, e ricorda che mai il filosofo alessandrino dà la tradizionale interpretazione del testo biblico.
Nella seconda parte de' Rossi contesta una serie di affermazioni dei Talmudisti (molte delle sue critiche saranno ripetute dai commentatori più tardi), e fornisce spiegazione a vari passi haggadici che non possono essere presi alla lettera (come, per esempio l'Haggadah che attribuisce la morte di Tito ad un moscerino entrato il suo cervello mentre stava tornando a Roma).
La terza parte è dedicata allo studio della cronologia ebraica ed alle traduzioni dagli scritti di Filone, Giuseppe Flavio, e altri.
La quarta parte si occupa di archeologia ebraica, e descrive le forme degli abiti sacerdotali e la gloria del Secondo Tempio, narrando la storia della regina Elena e dei suoi due figli.
De' Rossi è stato anche autore di una raccolta di poesie (Venezia, nd), tra le quali diverse di carattere liturgico.

## L'atteggiamento dei suoi contemporanei
Sul cognome di Azaria de' Rossi, vissuto nella cattolica Italia si è fatto talvolta un gioco di parole in quanto nella tradizione ebraica, Roma è considerata come l'erede spirituale di Esaù-Edom, dall'ebraico 'adom, rosso.
De' Rossi è oggi visto come uno dei precursori della critica storica applicata alle fonti giudaiche, ma il modo assolutamente libero con il quale egli trattò della storia ebraica facendo largo uso di fonti greche e latine e ponendo in discussione l'attendibilità delle tradizioni rabbiniche suscitò critiche anche molto dure da parte dei suoi contemporanei. Presso alcuni ambienti più conservatori la sua opera fu addirittura considerata eretica. I rabbini di Mantova tuttavia si limitarono a vietare la lettura del lavoro agli ebrei sotto i venticinque anni di età.
Il "Me'or 'Enayim" attirò l'attenzione anche degli ebraisti cristiani. Giulio Bartolocci per primo ne tradusse alcune parti in latino nella sua "Bibliotheca Magna Rabbinica".